# 인륜성의 체계
《인륜성의 체계》(독일어: System der Sittlichkeit)는 게오르크 빌헬름 프리드리히 헤겔이 예나 시기인 1802년에서 1803년 사이에 독일어로 저술한 법철학 저작이다. 그는 이 글을 통해 피히테의 법철학 이론을 비판할 초기 구상을 세웠는데, 이는 훗날 법철학 강요에 영향을 주었다.

## 내용
《인륜성의 체계》는 예나 초기의 《자연법》를 중심으로 ‘인륜성’이라는 개념을 다루고 있다.
헤겔은 칸트적 의미에서 도덕성을 개인 개별 윤리의 차원에서 다루는 것을 협소한 정의라 비판하였고, 자연적 인륜성에서 절대적 인륜성으로, 곧 개인에서 국가로 나아가는 과정적 의미에서의 도덕성을 추구하였다.
이는 근대 시민 사회의 전개 과정에서 드러난 도덕성과 합법성의 분열, 대립 현상을 극복하기 위한 실천적인 시도였다. 헤겔은 인류가 어떻게 ‘사유하지 않는 인간’으로서 자연 상태의 인간에서, 사유 흐름을 잇는 이성적 인간으로 나아가고, 그것이 국가 형성에 어떠한 영향을 주는지 《인륜성의 체계》에서 설명하였다.
《인륜성의 체계》는 칸트가 갖고 있는 불가지론적 전개의 한계와 도덕성을 개별 윤리 행위의 일단으로서 파악하는 한계를 비판하였다. 또한, 피히테의 주관적 관념론에 기초한 헌법 구상이 논리적 모순에 빠질 수밖에 없음을 드러냈다. 그가 《인륜성의 체계》에서 대안으로 제시한 모델은 스피노자의 전체론에 기초한 모델로, 야만성을 극복하여 사유 일반으로 접속한 인간의 성격을 자연적 인륜성으로 설명하고, 그것을 이어나가는 한편, 부분으로서 전체를, 전체를 통해 부분을 정합하는 과정으로서 절대적 인륜성 개념을 제시했다.
이러한 입장은 정통신학의 목적론적 기획에 대한 반발로 이해되었다.

## 번역본
- 김준수 역. 《인륜성의 체계》. ISBN 978-89-89485-52-0.